# SideFX (película)
SideFX es una película estadounidense de terror de 2004, dirigida y escrita por Patrick Johnson, que también se encargó de la fotografía, es parte de la producción y además la musicalizó junto a Frank B. McCright, los protagonistas son Amanda Phillips, Todd Swift y Amber Heard, entre otros. El filme fue realizado por Hold It Now Films, se estrenó el 19 de octubre de 2004.

## Sinopsis
"El sexo, las drogas y el rock and roll" ya no serán lo que eran, luego de que una droga sexual de la Edad Media aparezca en las fiestas de la facultad.